# Pfungen
Pfungen ist eine politische Gemeinde und ein Dorf im Bezirk Winterthur des Kantons Zürich in der Schweiz.

## Wappen
Blasonierung:
Geteilt von Blau und einer gefugten silbernen Zinnenmauer, mit eingeschobener, geschweifter blauer Spitze

## Geographie

Luftbild von Werner Friedli (1953)

Pfungen liegt südlich der Töss, mit dem Dorf Pfungen auf einem Sporn des Multbergs, Hofsiedlungen im Rumstal und den im 19. Jahrhundert entstandenen Industriesiedlungen im Bruni und in der Tössniederung Neu-Pfungen (Vorbruggen).

## Bevölkerung
| Jahr | Einwohner |
| ---- | --------- |
| 1467 | ca. 50    |
| 1633 | 240       |
| 1850 | 522       |
| 1900 | 1061      |
| 1950 | 1278      |
| 2000 | 2475      |
| 2005 | 2642      |
| 2010 | 2962      |
| 2015 | 3750      |
| 2020 | 3945      |
| 2022 | 4051      |

## Politik
Gemeindepräsidentin ist seit dem 1. Juli 2022 Tamara Schmocker (Forum Pfungen, Stand 2023).
Bei den Nationalratswahlen 2023 betrugen die Wähleranteile in Pfungen: SVP 36,03 % (−1,79), SP 18,26 % (+4,38), glp 13,07 % (+0,62), FDP 7,81 % (−1,29), Grüne 7,77 % (−3,51), Mitte 6,53 % (+0,87), EVP 4,00 % (−0,42), EDU 1,66 (−0,98).

## Geschichte

### Mittelalter
Pfungen unter Fremdherrschaft
Die ältesten Herrscher über Pfungen waren die Freiherren von Wart. Die erste schriftliche Erwähnung geht auf das Jahr 1322 zurück. Es wird jedoch angenommen, dass sie schon früher die ganze nähere Region beherrschten. Sie besassen Dättlikon, Neftenbach und Pfungen fast vollständig und waren in diesen Ortschaften Herrscher über Boden, Kirche und die niedere Gerichtsbarkeit. In Pfungen genossen sie hohes Ansehen und waren auch oft Friedensstifter. Der Name «Wart» bedeutet «Beobachtungspunkt». Dieser Name ergibt Sinn, weil sich die Burg der Familie von Wart auf einer Erhebung oberhalb des heutigen Wasserkraftwerks in Neftenbach befand. Es handelte sich bei dieser Burg um einen Turm, auf welchem man die ganze Ebene überblicken konnte. Im Laufe der Zeit wurde nebenan ein Wohnhaus gebaut, und der Turm diente nur noch als Gefängnis. Die Freiherren übten nicht nur Macht auf die Dorfbewohner aus, sondern kontrollierten auch die Strasse von Winterthur nach Zurzach. Nach 1327 gab es häufige Besitzerwechsel bei der Herrschaft über Pfungen. Das lässt darauf schliessen, dass diese nicht besonders begehrt war. Ab 1454 kam Pfungen wieder in Familienbesitz. Hans Wellenberg und seine Nachfahren herrschten bis 1524. Hans Steiner gelang es 1524, die Herrschaft über Pfungen und Wülflingen zu kaufen. Er war kein Adeliger und fühlte sich mit seinen Untertanen verbunden. Sechs Jahre später kaufte er ausserdem das Kloster Beerenberg und besass somit ein zusammenhängendes Gebiet. Er zog sich ins ehemalige Kloster zurück und setzte sowohl in Pfungen als auch in Wülflingen Vögte ein, welche in seinem Namen regierten. Die Herrschaft über Pfungen blieb erneut in Familienbesitz.
Gesellschaftsordnung
Die Frage über die Pfungener Gesellschaftsstruktur während des Mittelalters ist nicht eindeutig geklärt. Im Zusammenhang mit den Freiherren von Wart werden «Eigenleute» erwähnt. Eigenleute waren Bauern, welche das dem Grundherren gehörende Land zwar selbstständig bewirtschafteten, jedoch einen grossen Teil ihrer Ernte abgeben mussten. Ausserdem mussten Eigenleute Frondienst leisten. 1479 wurde im ersten geschriebenen Gesetz festgelegt, dass alle Pfungener fünf Tage Frondienst zu leisten haben. Dies deutet darauf hin, dass es keine Eigenleute mehr gab, weil nur freie Bauern den zeitlich beschränkten Frondienst leisten konnten. Die Pfungener mussten während vier Tagen im Sommer und während eines Tages im Winter im Dienste des Grundherren arbeiten. Allgemein stellte der Frondienst eine grosse Belastung für die mittelalterlichen Bauern dar, da sie oft während der Saat- oder Erntezeit zur Arbeit gerufen wurden, in welcher sie auf ihren eigenen Feldern dringend benötigt worden wären. Dazu kam, dass die Pfungener Bürger für ihre Grundstücke Zinsen bezahlen mussten. Diese blieben immer gleich hoch und waren in einem Jahr mit schlechter Ernte kaum zu bezahlen.
Rechtsordnung
Zweimal im Jahr, im Mai und im Oktober, versammelten sich alle Männer, welche über 14 Jahre alt waren und mindestens drei Quadratmeter Land besassen, auf dem Lindenplatz, um bei den öffentlichen Gerichtsverhandlungen dabei zu sein. Die Ältesten des Gerichts erklärten das Gesetz. Es wurde über Generationen mündlich überliefert, es handelt sich somit um Gewohnheitsrecht. Es gab zwölf Richter, welche entweder vom Inhaber der Gerichtsbarkeit direkt bestimmt oder zumindest vorgeschlagen wurden. Zwar mussten die Richter einen Eid ablegen, dass sie sich neutral und gerecht verhalten würden, ob sie sich aber wirklich parteilos mit den Fällen auseinandersetzten, bleibt fragwürdig. Auf dem Dorfplatz wurde nur über Fälle verhandelt, welche in die Kategorie der niederen Gerichtsbarkeit fielen. Beispiele sind Regelverstösse im Wald, auf dem Feld und in Häusern sowie Streitfälle über Abgaben. Es wurden meist Bussen verhängt, welche dann der Inhaber der niederen Gerichtsbarkeit erhielt. Über schwere Verbrechen konnte nur der Inhaber der hohen Gerichtsbarkeit entscheiden. Dies waren ursprünglich die Grafen von Kyburg, dann die Grafen von Habsburg und ab 1452 die Stadt Zürich. In diesen Fällen ging es sowohl um Streitigkeiten zwischen Grundherrscher und Dorfgemeinschaften, Auseinandersetzungen mit Nachbargemeinden als auch um grössere Straffälle von Einzelpersonen (Diebstahl, Raub, Mord, Hexerei, Vergewaltigung usw.). Inhaber der hohen Gerichtsbarkeit konnten über Leibes- und Todesstrafen entscheiden.
Schloss Pfungen

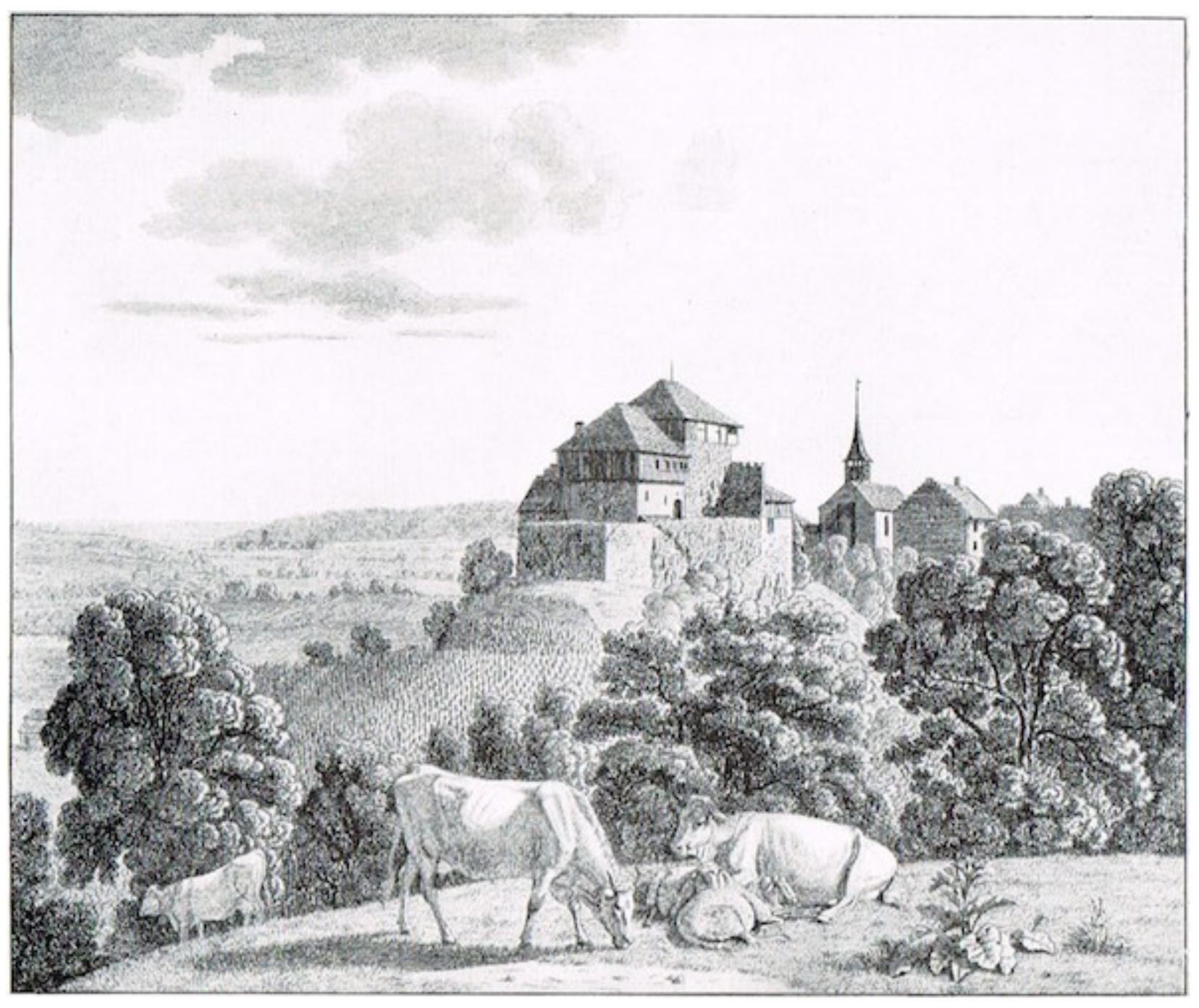
Schloss Pfungen von Johann Jakob Biedermann

Das Schloss Pfungen bildete das Ende des Hinterdorfs, des ursprünglichen Dorfkerns Pfungens. Am Schloss gab es nur wenige Umbauten, es blieb bis zum Abbruch 1875 ein mittelalterliches Bauwerk. Die Mauern wurden damals abgetragen, um der Bahn Platz zu machen. Die Steine wurden für den Bau des Bahndamms über das Bachtobel wiederverwendet. Die meisten Gerichtsherren wohnten im Schloss; als jedoch die Stadt Winterthur über Pfungen zu herrschen begann, brauchte es einen Schlosswart, der sich um den Gebäudeunterhalt kümmerte. Der Hof des Schlosses war 31 Meter lang und 21 Meter breit und wurde von einer 90 Zentimeter dicken Mauer umgeben. Der Turm war 10 Meter hoch.
Multburg
Noch heute findet man auf dem Grat des Multbergs zwei Gräben, durch die ein Wanderweg führt. Es handelt sich dabei um Überbleibsel der Multburg. Die Burggräben wurden damals künstlich geschaffen, weil ein Angreifer so nicht direkt ans Tor bzw. an die Mauer der Festung kommen konnte. Es wird angenommen, dass die Multburg 1309 bei einem Rachefeldzug der Habsburger zerstört wurde. Die restlichen Steine wurden wahrscheinlich als Baumaterialien für Pfungener Häuser verwendet. 1953 führte das Schweizerische Landesmuseum Ausgrabungen durch.

### Kirchen
Reformierte Kirche

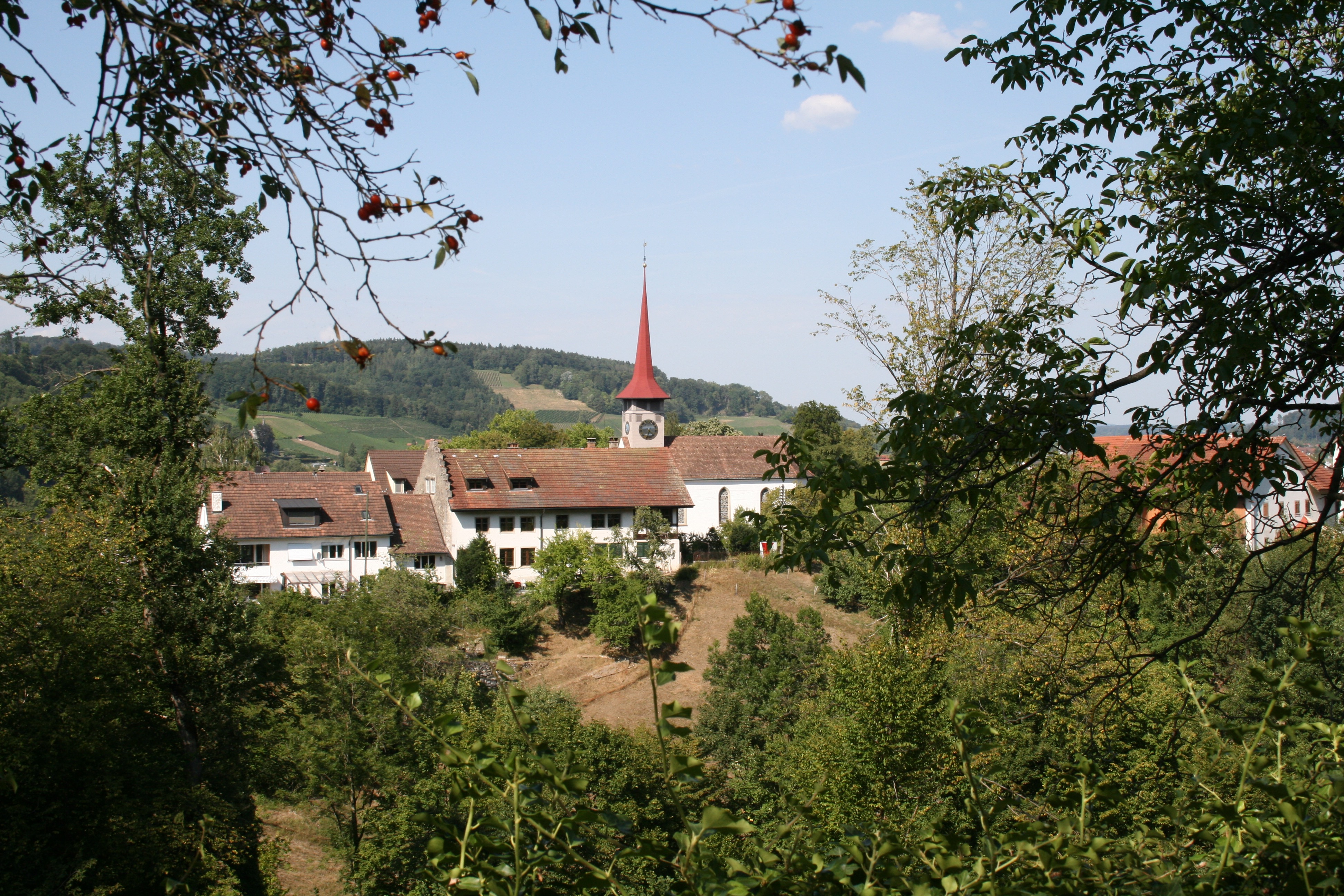
Hinterdorf mit reformierter Kirche

Wann die erste Kirche in Pfungen gebaut wurde, ist nicht bekannt. Bei Grabungsarbeiten im Jahre 1964 wurden verschiedenste Mauerreste gefunden. Man fand heraus, dass die ursprüngliche Kirche immer wieder um- und ausgebaut wurde. Der Pfarrer hatte eine sehr wichtige Rolle im mittelalterlichen Dorfleben. Er vermittelte zwischen der Obrigkeit und den Dorfbewohnern. Auch kümmerte sich der Geistliche um die Armen in der Gemeinde. Er sorgte dafür, dass sie die benötigte finanzielle Unterstützung aus Winterthur bekamen. Die Pfungener Bevölkerung war nie besonders vermögend, denn die Lage der Gemeinde war früher wirtschaftlich ungünstig. Es gab lange und mühsame Zufahrtswege, und die sowieso schon ertragsarmen Äcker waren auch noch relativ schattig. 1523 kam der Beschluss aus Zürich, dass alle Priester zukünftig evangelisch predigen sollten. Der damalige Pfungener Pfarrer, Johannes Müller, war eine kämpferische Persönlichkeit. Man nimmt an, dass er die Pfungener Kirche selbstständig reformierte. Mit der Reformation wurde der Armut der Kampf angesagt. Der Grundgedanke der Reformation war, dass die Armen die Möglichkeit erhalten sollten, ihren Lebensunterhalt selber zu verdienen. Leute, die nicht arbeiten konnten, erhielten Nahrung und falls nötig auch Kleidung und Geld. Als 1770 eine Missernte zu einer grossen Hungersnot führte, organisierte der damalige Pfarrer eine öffentliche Vorratskammer, damit man auf zukünftige Ereignisse besser vorbereitet war. Die reicheren Bürger Pfungens besassen in der Kirche ihren eigenen, reservierten Platz (Kirchenstuhl). Die Stühle verfügten über Arm- und Rückenlehnen und konnten gemietet oder auf Lebenszeit gekauft werden. 1919 wurde der Friedhof an den heutigen Standort (Buckstrasse) verlegt. Vorher wurden die Pfungener vor der Kirche bestattet, dort war jedoch der Platz knapp geworden. 1967 entstand die heutige Kuhn-Orgel, nachdem die Vorgängerorgel aus dem Jahr 1948 an die katholische Kirchgemeinde Pfungen verkauft wurde.
Katholische Kirche

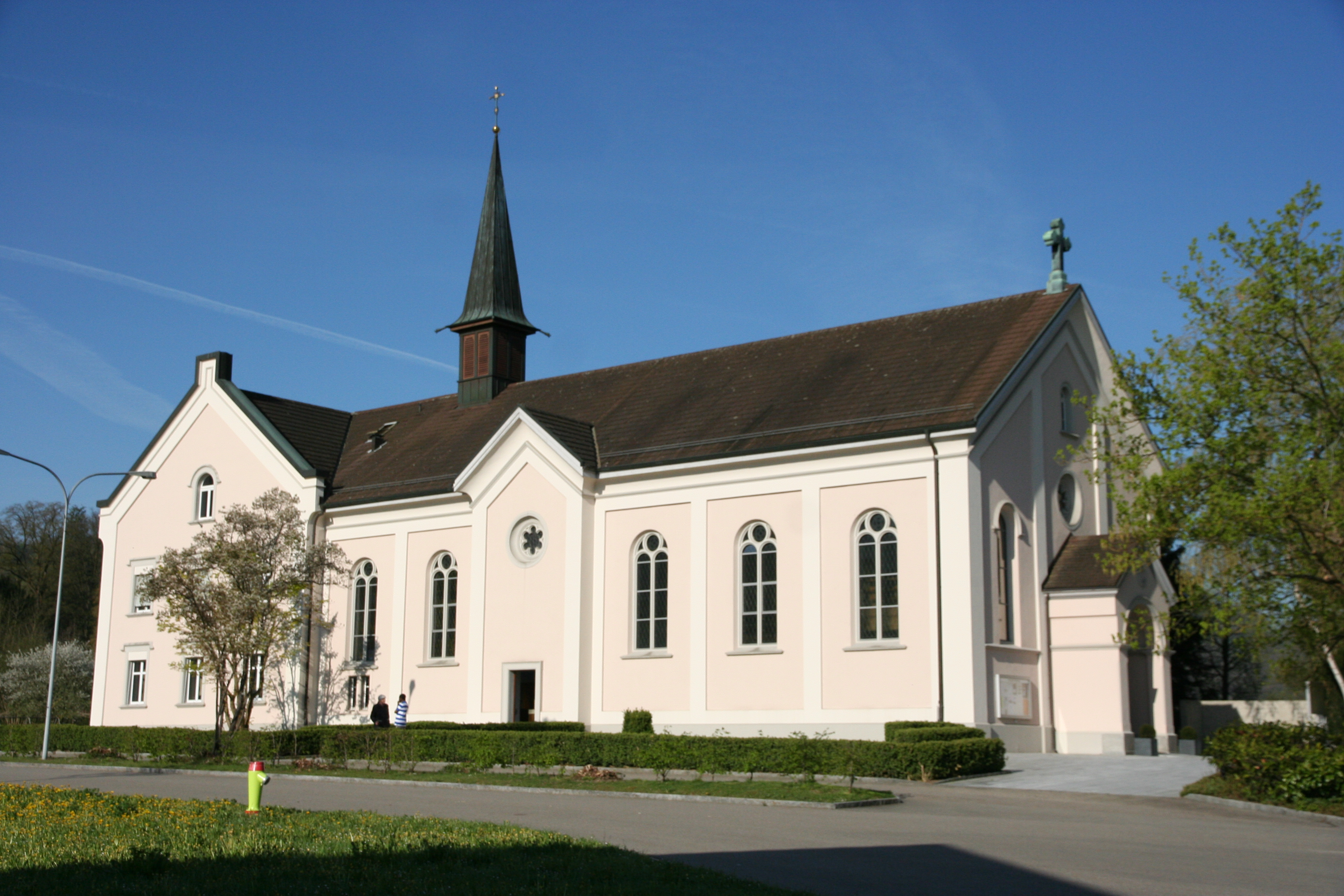
Römisch-katholische Kirche St. Pirminius von Pfungen

Die wegen der Arbeitsplätze in der Industrie zugezogenen Katholiken wünschten sich 1896 eine eigene katholische Kirche. Sie stammten aus Deutschland, Italien und den katholischen Gebieten der Schweiz. Die ersten Gottesdienste fanden in einem Fabriksaal der Wollwarenfabrik statt. Ein Pfarrer aus Bülach hielt die Gottesdienste zweisprachig in Deutsch und Italienisch. 1899 erhielten die Pfungener Katholiken ihren ersten eigenen Pfarrer, und es wurde mit dem Kirchenbau angefangen. Im Jahr 1900 gab es in Pfungen 200 Katholiken, dazu kamen im Sommer noch 300 italienische Saisonarbeiter. Die Kirche wurde 1901 fertiggestellt. 2014 hatte die Pfarrei St. Pirminius 2933 Mitglieder. Die Kirche steht unter Denkmalschutz.

### Französische Revolution
Die Revolutionsjahre
Die Dorfbewohner verwalteten den öffentlichen Besitz bereits vor 1798 selbstständig. Es war ihnen jedoch nicht möglich, aufzusteigen und das Bauernleben hinter sich zu lassen. Denn Leute vom Land durften weder Pfarrer noch Beamte werden, und es war auch verboten, Handel zu treiben oder als Handwerker zu arbeiten. Alle diese Berufe konnten nur von Stadtbewohnern ausgeübt werden. Des Weiteren waren die Pfungener Untertanen der Winterthurer und mussten Steuern abliefern. Einen Ausweg aus der Ungerechtigkeit versprachen die Ideen der Französischen Revolution; gebildete Revolutionäre forderten Handels- und Gewerbefreiheit sowie die Abschaffung der Grundzinsen. Die Stadt Zürich erkannte die drohende Gefahr durch den Einmarsch der Franzosen und beseitigte am 5. Februar 1798 die gesetzlichen Unterschiede zwischen Stadt und Land. Die französischen Truppen waren jedoch zu diesem Zeitpunkt bereits in die Schweiz einmarschiert. Im März nahmen sie Bern ein, Ende April wurde schliesslich auch Zürich besetzt, und am 5. Mai erreichten die Franzosen Winterthur. Die Stadt Winterthur entliess Pfungen endlich aus der Untertanenschaft. Für die Pfungener kam die Freiheit somit auf einen Schlag. Plötzlich mussten sie die strengen Gesetze der Gerichtsherren nicht mehr befolgen, und es mussten (vorerst) keine Steuern mehr bezahlt werden. Der Einmarsch der Franzosen hatte jedoch auch seine Schattenseiten. In Pfungen wurden Soldaten aus Napoleons Armee einquartiert. Diese ungebetenen Gäste blieben über ein halbes Jahr und brauchten langsam, aber unaufhaltsam die Vorräte auf. Inzwischen sahen sich Österreich und Russland durch Napoleon bedroht und gingen zum Gegenangriff über. Am 19. Mai 1799 standen die Österreicher vor Neftenbach. Die Neftenbacher versuchten, die Franzosen auf eigene Faust zu vertreiben. Dies gelang ihnen auch, jedoch schworen die Franzosen Rache. Am nächsten Tag besetzten und plünderten die Franzosen das Dorf. Es gab sieben Tote, darunter auch einen Pfungener. Am 27. Mai 1799 griffen die Österreicher an, und die Franzosen mussten über die Töss, das heisst nach Pfungen, zurückweichen. Die Österreicher beschossen die Franzosen mit Kanonen. Die Gefechte fanden aber ausserhalb des eigentlichen Dorfs statt, deshalb wurde Pfungen auch nur mit drei Kugeln getroffen. Eine Abteilung der österreichischen Armee wurde nach Dättlikon geschickt, damit die Franzosen von zwei Seiten angegriffen werden können. Diese erkannten jedoch die Gefahr und zogen sich nach Embrach zurück. Schliesslich gelang es den Österreichern am 4. Juni 1799, bis nach Zürich vorzudringen. Dies führte zur Wiedereinführung der alten Gesetze. Die Pfungener kümmerte dies jedoch wenig, sie sorgten sich viel mehr um ihr eigenes Dorf. Denn nachdem die Franzosen die meisten Vorräte aufgebraucht hatten, wurden durch die Schlacht nun auch noch viele Äcker verwüstet. Die Übergangsregierung war nicht fähig, die Probleme der Bevölkerung zu lösen. Drei Monate später, im September 1799, gelang es den Franzosen, Zürich wieder einzunehmen. Es wurden wieder zwischen 250 und 500 Franzosen im Dorf einquartiert. Im November zogen sich die Franzosen zurück. Die Pfungener waren inzwischen bettelarm geworden. Eine Überschwemmung im Jahre 1800 verschlimmerte die Situation zusätzlich.
Auswirkungen der Revolution
Zum einen profitierten die Pfungener von der durch die Französische Revolution gewonnenen Freiheit, zum anderen entstanden ihnen durch die Einquartierungen grosse Schäden. Die Aufhebung des Grundzinses zog sich über mehrere Jahrzehnte hin. Denn die Pfungener mussten sich von ihren Steuerpflichten freikaufen. 1818 wurde für den Freikauf vom Zehnt die Summe von 18'750 Gulden mit Winterthur ausgehandelt. Dies war jedoch so viel Geld, dass die Gemeinde den Betrag in Raten abzahlen musste. Erst im Jahre 1831 konnten sie alles abbezahlen. Als Nächstes wurde der Grundzins in Angriff genommen. Die Ablösung verzögerte sich jedoch aufgrund unvorhersehbarer Ausgaben weiter. Winterthur konnte erst zwischen 1857 und 1870 ausbezahlt werden. 1872 war Pfungen schliesslich offiziell von allen Steuerlasten befreit.

### Industrialisierung
Vor der Industrialisierung
Am Anfang des 19. Jahrhunderts war der grösste Teil der Pfungener Bevölkerung Bauern. Es wurde Getreide angebaut und eine Kuh oder einige Ziegen gehalten, um den täglichen Milchbedarf zu decken. Diese Kleinbetriebe lieferten oft zu wenig Ertrag, um damit eine ganze Familie ernähren zu können. Der Familienvater suchte sich zusätzlich eine andere Verdienstmöglichkeit, z. B. als Taglöhner bei der Gemeinde oder den Weinbauern. Die Arbeit auf dem Feld musste somit von der Frau und den Kindern erledigt werden. Die ärmeren Leute in Pfungen verdienten Geld mit Heimarbeit.
Wollwarenfabrik

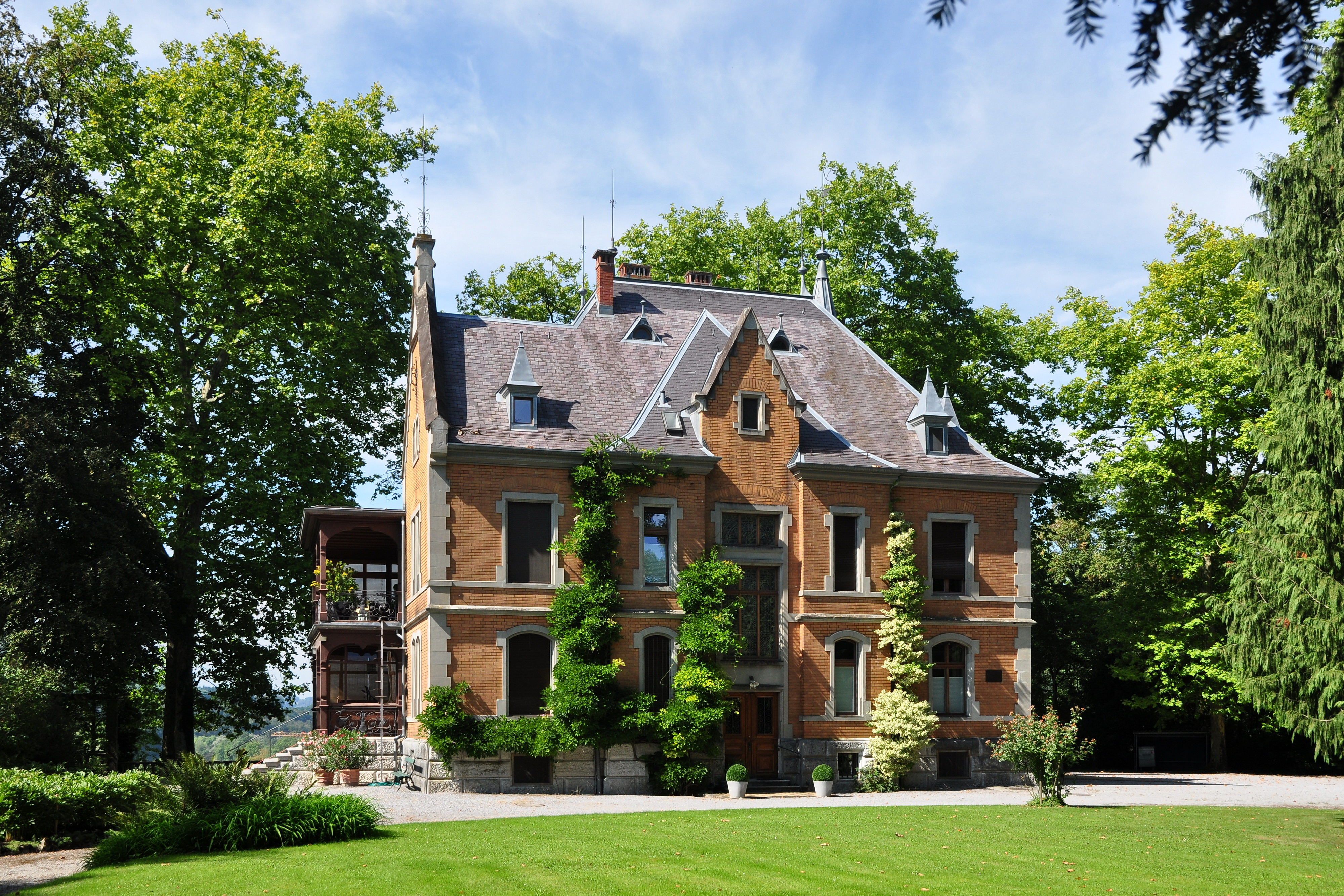
Villa Schlosshalde

Als die Eulach 1852 Hochwasser führte, wurde das Untergeschoss des Wollenhofs, einer Färberei für Wolle, Garn und Tücher in Winterthur, überflutet. Das darin gelagerte Holz wurde weggeschwemmt. Ferdinand Ernst, der Besitzer des Wollenhofs, machte sich auf die Suche nach dem Holz und fand den grössten Teil davon am Ufer der Töss in Pfungen wieder. Als seine Angestellten das Holz zum Rücktransport nach Winterthur fertig machten, stellte er fest, dass die Umgebung für die Errichtung einer Wasserkraftanlage und einer Fabrik geeignet wäre. 1853 kaufte Ferdinand Ernst Land und begann mit dem Bau des Fabrikgebäudes. Bereits ein Jahr später eröffnete die «Wollfabrik Ernst». Zur Fabrik gehörten eine Karderei, eine Spinnerei, eine Weberei und eine Walkerei. Viele Pfungener fanden in der Wollfabrik eine Arbeitsstelle. Sie arbeiteten täglich (auch an Wochenenden) 11 Stunden. Wenn es dringende Aufträge gab oder die Fabrik nach einem Hochwasser wieder in Betrieb genommen werden konnte, musste noch länger gearbeitet werden.
Die 1876 eröffnete Bahnlinie brachte Vor- und Nachteile für das Unternehmen. Zwar wurde der Transport der Rohstoffe und der fertigen Produkte massiv vereinfacht, doch verliessen viele Arbeiter die Fabrik, weil dank der Eisenbahn die Möglichkeit bestand, an einem anderen Ort eine Arbeitsstelle zu finden. Mehr als die Hälfte der Produkte wurden für die Schweizer Armee hergestellt. Im Jahr 1888 produzierte die Wollwarenfabrik 20'000 Militärdecken. Der Sohn von Ferdinand Ernst, Conrad Ernst, baute im selben Jahr die Villa Schlosshalde, weil er es vorzog, in der Nähe seiner Fabrik zu wohnen.
1900 fusionierte die «Wollfabrik Ernst» mit einer Deckenfabrik in Turbenthal. Es entstanden die «Schweizerischen Decken- und Tuchfabriken Pfungen-Turbenthal». Anfangs gab es einige Schwierigkeiten. Das Geschäft lief nicht wie angenommen. Zehn Jahre nach der Fusion besserte sich die Situation. Dies gelang unter anderem, weil die Effizienz gesteigert werden konnte. Während des Ersten Weltkrieges  benötigte das Militär dringend Decken und Stoffe für Uniformen, die Produktion lief auf Hochtouren. In der Zwischenkriegszeit wurden Pfungener Produkte erstmals nach England und Südafrika exportiert. Die Fabrik wurde weiter ausgebaut. Dies zahlte sich während des Zweiten Weltkriegs aus, als die Armee auf eine wöchentliche Lieferung von 1000 Decken und 65'000 Meter Uniformstoff angewiesen war. In den 1970er Jahren ging der Umsatz markant zurück, weil die Weiterverarbeitung der Stoffe zu Kleidung vermehrt ins Ausland verlegt wurde. Auch Schweizer Stoffe wurden von billigeren, im Ausland produzierten Tüchern verdrängt. Die Umwandlung von der Fabrik zum Gewerbezentrum begann. Die früheren Fabrikhallen wurden renoviert und umgebaut, um für neue Firmen attraktiv zu werden. Heute findet man auf dem ehemaligen Fabrikareal beispielsweise nebst verschiedensten Logistikunternehmen auch einen Hersteller von Stahltoren und ein Sportbekleidungsoutlet.
Ziegelei
Johann Jakob Keller baute 1876 in Neftenbach eine Ziegelei. Er plante, in Pfungen einen noch grösseren Betrieb zu erstellen, denn in Pfungen gab es grössere Lehmvorkommen und einen Bahnanschluss. Die Pfungener Ziegelei wurde 1889 eröffnet. Die ca. 40–50 vorwiegend aus Deutschland stammenden Arbeiter begannen bereits um 4 Uhr mit ihrer Tätigkeit. Eine Schicht dauerte zehn bis zwölf Stunden. Bereits acht Jahre später wurde der Bau eines zweiten Ofens notwendig, weil durch die Industrialisierung mehr Häuser entstanden. Um den Trocknungsprozess zu beschleunigen, baute Keller ausserdem eine künstliche Trocknungsanlage. Dadurch konnten auch im Winter Backsteine und Dachziegel hergestellt werden. Mit dem Ganzjahresbetrieb wurden zunehmend auch Einheimische auf die Arbeit in der Ziegelei aufmerksam. Aufgrund des wirtschaftlichen Aufschwungs waren zusätzlich bis zu 100 Italiener angestellt, deren Nachfahren zum Teil heute noch in Pfungen wohnen.
Bahnlinie
Winterthur plante ursprünglich, eine Bahnverbindung mit Koblenz herzustellen. Es gab Berechnungen, die zeigen sollten, dass die neue Strecke die kürzeste Verbindung zwischen Wien und Paris darstelle und somit international wichtig wäre. Wie bei den meisten Bahnbauten stritten sich die einzelnen Dörfer um die genaue Linienführung. Es gab drei Hauptvarianten und zahlreiche weitere Pläne darüber, wo genau die Eisenbahn in Zukunft fahren sollte.
Die Neftenbacher wollten das «Teufelswerk» nicht zu nahe an den Trauben haben, weil sie befürchteten, der von der Bahn ausgestossene Rauch würde die Weinqualität verschlechtern. Die Pfungener interessierten sich anfangs wenig für die Bahn. Als jedoch die Bauleitung anrückte, um den Verlauf der Strecke mit Stöcken zu markieren, bemerkten sie, dass die Linienführung nicht in ihrem Sinn war, weil die Bahnlinie viele Äcker «zerschnitten» hätte.
Es wurde eine Kommission gebildet, die sich für die Interessen der Landbesitzer einsetzte. Schliesslich kam ein Kompromiss zustande, welchem allerdings das Schloss Pfungen zum Opfer fiel. Es wurde abgebrochen, um eine teure Umfahrung zu vermeiden. Am 1. August 1876 wurde die Bahnlinie eingeweiht. Ab der Eröffnung fuhren fünf Züge pro Tag in jede Richtung. Eine Fahrt von Pfungen nach Winterthur dauerte damals etwas mehr als 20 Minuten (heute: 9 Minuten). Die Neftenbacher sahen inzwischen auch die Vorteile der Eisenbahn und forderten die Verlegung des Bahnhofgebäudes zum heutigen Standort, den Stationsnamen «Neftenbach-Pfungen» und dass die Einweihungsfeier in Neftenbach stattfinde. Alle diese Wünsche wurden ihnen erfüllt. Erst 1885 wurde der Stationsname umgedreht, und seit Dezember 2014 heisst der Bahnhof nur noch «Pfungen». Dieser Namenswechsel wurde von beiden Gemeinden gewünscht, weil der Doppelname irreführend war (Neftenbach befindet sich nicht in der Nähe des Bahnhofes).
Tösskorrektion

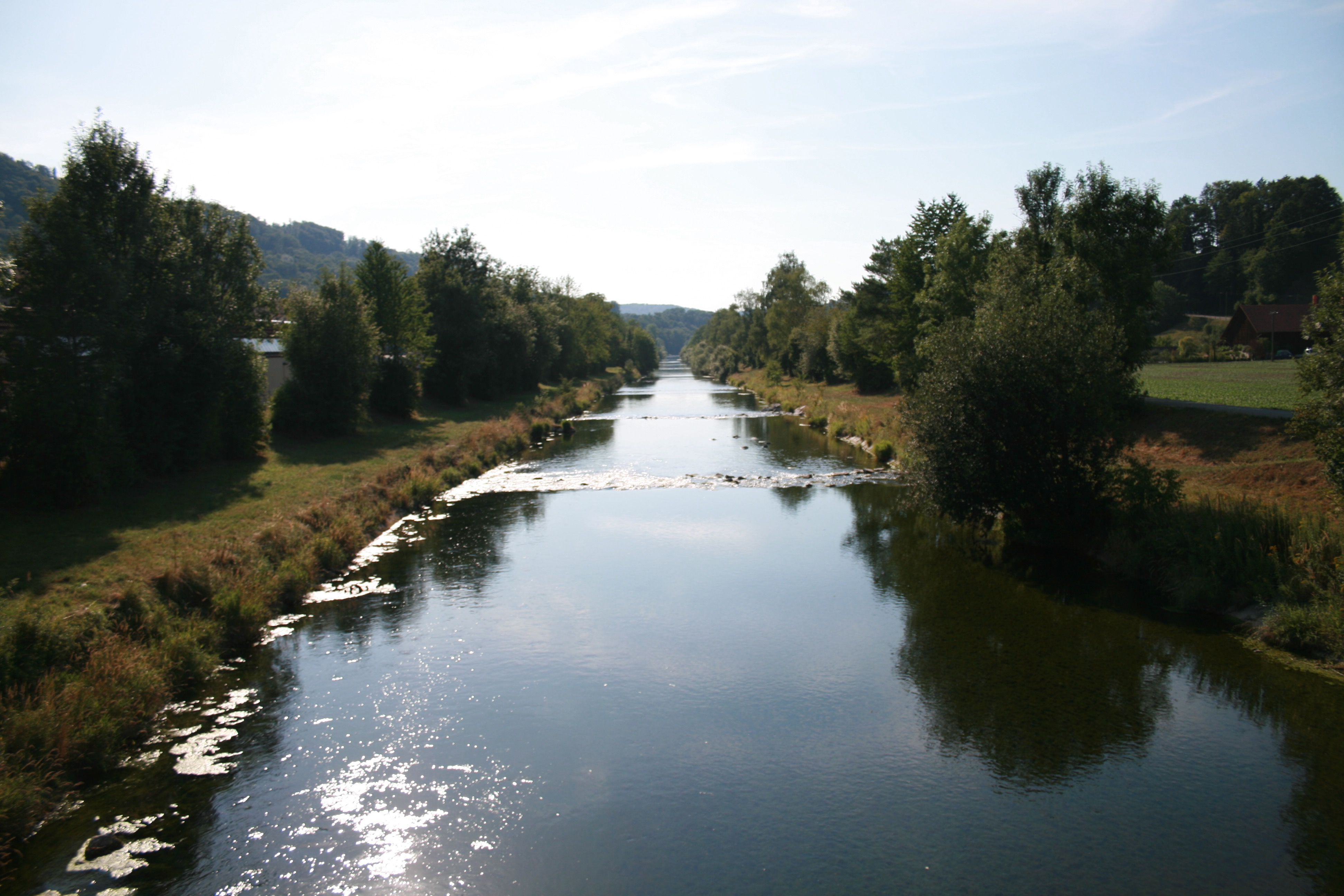
Begradigter (korrigierter) Verlauf der Töss

Bis zur Korrektion der Töss war sie ein wilder Fluss mit vielen Armen, der die breite Tössebene immer wieder überflutete. Dorfpfarrer Johann Jakob Meyer erarbeitete 1774 einen Entwurf für einen künstlichen Kanal und zählte Vorteile auf, die dabei entstehen würden:
- Die Strasse Winterthur–Zurzach würde für die Reisenden sicherer, weil man eine Brücke bauen könnte.
- Eine weitere Ausbreitung des Sumpffiebers (Malaria) könnte verhindert werden.
- Das Flussbett der Töss könnte auf eine schmalere Fläche begrenzt werden, und es gäbe mehr Ackerland.

Erst 1846, also 50 Jahre nach dem Tod des Pfarrers Meyer, wurde die Tösskorrektion in Angriff genommen. Man grub einen 4,5 Meter tiefen Kanal, in welchem die Töss in Zukunft ruhig fliessen sollte. Bald darauf gab es ein Hochwasser, und der Kanal verstopfte – die Tössebene wurde einmal mehr überflutet. 1854 baute man auf der Pfungener Seite der Töss einen Damm, der die neue Wollwarenfabrik künftig schützen sollte. Nach einigen weiteren Überflutungen wurde die Aufgabe der Tösskorrektur an den Kanton Zürich übertragen, welcher 1881 dazu im Stande war, das Problem längerfristig in den Griff zu bekommen. Im Jahr 1999 führte die Töss so viel Wasser, dass das dortige Kraftwerk komplett überflutet wurde. Zu einem Dammbruch kam es aber seit 1953 nicht mehr.